# L'A.S.S.O. nella manica
L'A.S.S.O. nella manica (The DUFF) è un film del 2015 diretto da Ari Sandel, basato sul romanzo Quanto ti ho odiato di Kody Keplinger.
Il titolo originale "DUFF" è un acronimo di "Designated Ugly Fat Friend", ovvero "La brutta grassa amica designata". In Italia, come si evince dalla locandina del film, si ripropone l'idea dell'acronimo con A.S.S.O., ovvero "Amica, Sfigata, Strategicamente, Oscena".

## Trama
La storia si basa sulla vita di Bianca, una comune adolescente acqua e sapone, amica di due ragazze molto popolari e invidiate da tutta la scuola. La sua intera situazione e il suo punto di vista cambieranno quando ad una festa parlerà col suo vicino di casa, Wesley Rush, che le farà notare la differenza tra lei e le sue due amiche del cuore, dicendole di essere la cosiddetta terza amica in più ed affermando che in ogni gruppo di amici si ritrova una persona meno attraente, meno talentuosa e che funge solo come ruota di scorta. Bianca realizzerà in questo modo la sua posizione all'interno del suo gruppo di amiche. 
Per rimediare chiederà in seguito aiuto a Wesley per non essere più un "ASSO" (Amica Sfigata Strategicamente Oscena), ma una leader e una ragazza indipendente stringendo sempre di più amicizia con il ragazzo. Lui le dice che se vuole essere più attraente e conquistare Toby (il ragazzo di cui è innamorata) dovrà cambiare aspetto e atteggiamento. Mentre Bianca si reca al centro commerciale per comprare dei nuovi vestiti con Wes, un'amica di Madison (la ragazza tira e molla di Wes, molto popolare quanto meschina) li spia mentre i due scherzano e Bianca sarà messa in ridicolo davanti alla scuola attraverso un video in cui fa finta di baciare un manichino in modo esagerato interpretandolo come Toby, girato dall’amica di Madison e diffuso da quest’ultima perché gelosa di Bianca e Wes. 
Tuttavia, Bianca riesce a superare la situazione e riesce ad avvicinarsi a Toby, che la invita a casa sua. Qui lei scopre che l'ha usata per avvicinarsi alle sue amiche. Bianca, offesa, va nel suo posto segreto e trova Wes e Madison che si baciano. Bianca è ferita, in quanto poco tempo prima aveva mostrato quel posto a Wes e si erano persino baciati. Arrabbiata e ferita da Wes, gli dice che non ha più bisogno del suo aiuto. Il giorno dopo fa pace con le sue amiche e le due la aiutano a prepararsi per il ballo della scuola, sul quale, data una richiesta del suo professore, Bianca dovrà scrivere un articolo. Lì incontra Wes che le rivela i suoi sentimenti davanti a tutti, scusandosi per quanto accaduto. Lei commossa inizia a baciarlo e il film termina con la storia d’amore appena sbocciata tra i due ragazzi. 

### Personaggi
- Bianca Piper: è la protagonista del film. Una ragazza non molto popolare a scuola, ribelle, ma con ottimi voti. Ha una cotta per Toby, suo compagno di scuola e chiederà a Wes, suo vicino di casa e amico d'infanzia, un aiuto per conquistarlo.
- Weasley "Wes" Rush: è il vicino di casa di Bianca. A scuola è molto popolare, si fidanza e si lascia spesso con Madison, la diva della scuola. Aiuterà Bianca, in cambio di un aiuto in chimica. Alla fine del film vincerà il titolo di re del ballo, ritirerà il titolo e se ne andrà insieme alla ragazza che ama davvero, ovvero Bianca.
- Jessica "Jess" Harris e Casey Cordero: sono le migliori amiche di Bianca. Sono molto più popolari di lei.
- Madison Morgan: è la diva della scuola. Odia chiunque non sia al suo livello, in particolar modo ha una forte antipatia per Bianca poiché crede che lei le voglia rubare Wes.
- Dottie Piper: è la madre di Bianca. Tre anni prima fu lasciata dal marito e ne soffrì molto. Grazie ai Simpson ha avuto un'illuminazione per superare il dolore, e da li è diventata una guru per donne disperate.
- Toby Tucker: è uno dei ragazzi più carini della scuola. Bianca ha una cotta per lui, ma non riesce mai a scambiarci una parola.
- Mr Arthur: è l'insegnante di Bianca. La sceglie per scrivere un articolo di giornale sul ballo della scuola e su cosa ne pensa.

## Distribuzione
Il film è stato distribuito nelle sale cinematografiche statunitensi il 20 febbraio 2015. In Italia, invece, a partire dal 19 agosto 2015.

## Riconoscimenti
- 2015 - Teen Choice Awards[1]
  - Miglior cattivo a Bella Thorne
  - Candidatura per il miglior film commedia
  - Candidatura per il miglior attore in un film commedia a Robbie Amell
  - Candidatura per la miglior attrice in un film commedia a Mae Whitman
  - Candidatura per il miglior bacio in un film a Mae Whitman e Robbie Amell